# Kalevi Viskari
Kalevi Viskari (né le 15 juin 1928 à Enso en Finlande (aujourd'hui Svetogorsk en Russie), et mort le 13 novembre 2018 à Vantaa) est un gymnaste finlandais.

## Palmarès

### Jeux olympiques
- Helsinki 1952
  -  Médaille de bronze au concours par équipes[2].

### Championnats du monde
- Championnats du monde de gymnastique artistique 1950
  -  Médaille d'argent au concours par équipes